# 紙城境介
紙城境介（日语：／ Kamishiro Kyosuke），是日本京都出身的輕小說作家。

## 生平
2014年，投稿的《魔女狩獵的謝幕歡呼 超歷史性殺人事件》得到第一屆集英社輕小說新人獎優秀獎。2018年，投稿到KAKUYOMU連載的網路小說《繼母的拖油瓶是我的前女友 過去的戀情不肯結束》，得到第三屆KAKUYOMU網路小說愛情喜劇類的大獎。發表的《繼母的拖油瓶是我的前女友 過去的戀情不肯結束》（角川Sneaker文庫出版）入選《這本輕小說真厲害！ 2020》（寶島社出版）新作第三名。

## 作品列表

### 單行本

#### 集英社
- （DASH X文庫（日语：ダッシュエックス文庫），2015年4月）

- （DASH X文庫，2016年10月）

- （DASH X文庫，2019年12月20日）

#### KADOKAWA
- 〈繼母的拖油瓶是我的前女友〉系列（角川Sneaker文庫，截至2024年11月已出版12卷；台版由台灣角川代理，目前已代理11卷）

1. （2018年12月）
2. （2019年5月）
3. （2019年12月）
4. （2020年4月）
5. （2020年9月，有附送廣播劇CD的版本）
6.  (2021年2月)
7.  (2021年7月)
8.  (2022年1月)
9. （2022年7月）
10. （2023年4月）
11. （2023年12月）
12. （2024年11月）

- 〈你以為區區轉生就逃得了嗎，哥哥？〉系列（MF文庫J，截至2022年4月已出版3卷）

1.  (2020年3月)
2.  (2021年8月)
3. （2022年4月）

- 系列（MF文庫J，截至2023年8月已出版2卷）

1. （2023年6月）
2. （2023年8月）

- 〈一級姊妹〉（角川Sneaker文庫，截至2025年3月已出版2卷）
  - 『Tier1姉妹 有名四姉妹は僕なしでは生きられない』（2024年11月）
  - 『Tier1姉妹2 美少女プロゲーマーは僕なしでは戦えない』（2025年3月）

#### 星海社
- 你的谜题由我作答（僕が答える君の謎解き）（星海社FICTIONS，截至2022年2月已出版2卷；陆版由上海文化出版社代理，截至2025年4月17日已代理2卷）

1.  (2021年2月)
2.  (2021年9月)

## 外部連結
- 紙城境介的X（前Twitter）